# Gregory Schmidt
Gregory „Greg“ Schmidt (* 19. April 1976 in North Battleford, Saskatchewan) ist ein ehemaliger kanadischer Eishockeyspieler, der bis zur Saison 2009/10 für die Bietigheim Steelers in der 2. Eishockey-Bundesliga auf der Position des Centers spielte.

## Karriere
Greg Schmidt begann seine Karriere in Western Hockey League, einer der drei erstklassigen Juniorligen der Canadian Hockey League in Kanada. Dort entwickelte er sich schnell zu einem der Topscorer der Red Deer Rebels – seine insgesamt 205 Scorerpunkte in drei Jahren stehen noch heute in den Top Ten der Rebels. Der Sprung ins Profieishockey war zunächst nicht so erfolgreich (er wurde auch nie gedraftet) – in der Saison 1998/99 gelangen ihm nur sieben Scorerpunkte in der International Hockey League bzw. East Coast Hockey League.
Wesentlich erfolgreicher gestalteten sich dann die drei folgenden Jahre, die er bei den South Carolina Stingrays verbrachte. Er konnte in jedem Jahr seine Leistungen steigern, seine 18 Scorerpunkte in 18 Spielen der Play-offs 2000/01 verhalf den Stingrays zum Gewinn des Kelly-Cup. Seine insgesamt 68 Tore und 71 Assists in 187 Spielen bei 288 Strafminuten sind in den Top Ten der Stingrays zu finden.
Nach dieser erfolgreichen Zeit in South Carolina wechselte Schmidt für jeweils ein Jahr in West Coast Hockey League und in die ECHL (76 Punkte in 77 Spielen für die Pee Dee Pride). Da ihm aber der Durchbruch in eine höhere Liga nicht vergönnt war, entschloss sich Greg vor der Saison 2003/04 nach Europa zu den Lausitzer Füchsen zu wechseln. Auch hier zeigte er ansprechende Leistungen und konnte beim Aufstieg der Füchse in die 2. Bundesliga helfen, spielte dann aber bei den Kaderplanungen für die zweite Liga keine Rolle mehr, so dass er zu den Schweinfurt Mighty Dogs wechselte.
Während der Saison 2004/05 gerieten die Mighty Dogs allerdings in finanzielle Schwierigkeiten, so dass Greg vor Ende der Wechselfrist im Januar 2005 nach Dresden wechselte. Sowohl in der Meisterrunde, als auch in den Play-offs überzeugte Schmidt durch glänzendes Kombinationsspiel, sein Auge für den Nebenmann und eine treffsichere (linke) Hand. Unter anderem durch die Verstärkung des Teams mit Greg konnten die Dresdner Eislöwen dann in den Play-offs Oberligameister werden und damit die sportliche Qualifikation für die 2. Bundesliga schaffen.
Die folgende Saison verlief ebenfalls sehr erfolgreich für Greg, er gehörte stets zu den Leistungsträgern des Teams und bildete mit Mikhail Nemirovsky und Andrej Kaufmann ein kongeniales Trio, welches von vielen Abwehrreihen gefürchtet wurde. Nach einem Umbruch in der Mannschaft vor der Spielzeit 2006/07 spielte er dann in einer Reihe mit Daniel Menge und Martin Sekera, die wieder die torgefährlichste Angriffsformation der Eislöwen war. Nach dem Abstieg in die Oberliga wechselte er zu den Straubing Tigers in die Deutsche Eishockey Liga.
Die DEL-Saison bei den Straubing Tigers begann Greg in der ersten Sturmreihe sehr erfolgreich und erzielte zahlreiche Scorerpunkte. Er verletzte sich jedoch während der Spielzeit mehrfach schwer (Knie, Rücken, Schulter), so dass er zum Saisonende kaum noch zum Einsatz kam. Am 4. März 2008 gaben die Bietigheim Steelers die Verpflichtung von Schmidt für die Saison 2008/09 bekannt. Am Ende dieser Spielzeit gewann Schmidt mit den Steelers den Meistertitel der 2. Bundesliga. Nach der Spielzeit 2009/10 verließ er den Verein und beendete seine Karriere.

## Erfolge und Auszeichnungen
- Gewinn des Kelly Cup 2000/01 mit den South Carolina Stingrays
- Aufstieg in die 2. Bundesliga und Oberligameister mit den Dresdner Eislöwen 2004/05
- Meister der 2. Bundesliga mit den Bietigheim Steelers 2009

## Karrierestatistik
(Legende zur Spielerstatistik: Sp oder GP = absolvierte Spiele; T oder G = erzielte Tore; V oder A = erzielte Assists; Pkt oder Pts = erzielte Scorerpunkte; SM oder PIM = erhaltene Strafminuten; +/− = Plus/Minus-Bilanz; PP = erzielte Überzahltore; SH = erzielte Unterzahltore; GW = erzielte Siegtore; 1 Play-downs/Relegation; Kursiv: Statistik nicht vollständig)